# Unwetter in Europa im Frühjahr 2016

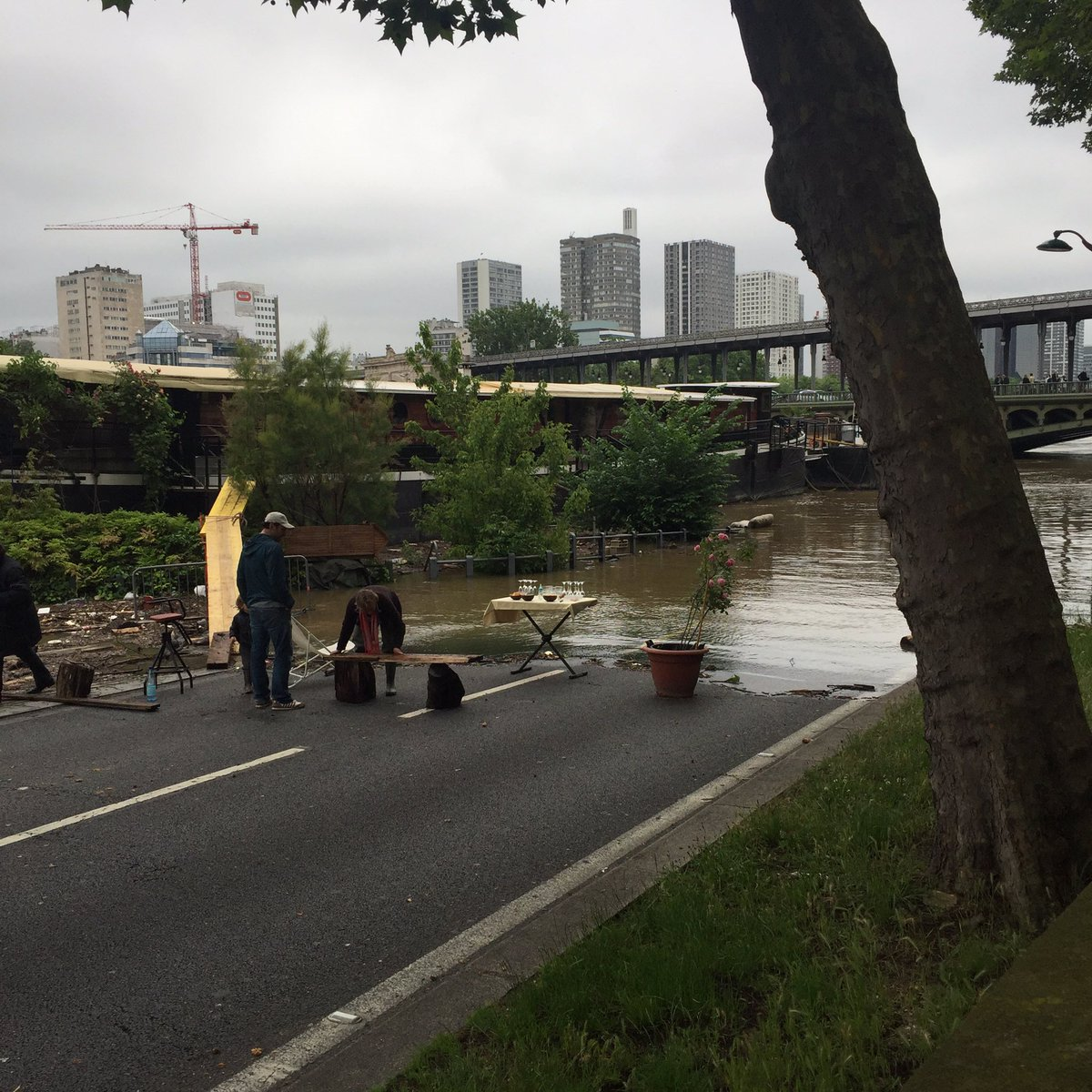
Das Hochwasser in Paris, 3. Juni

Ab dem 28. Mai kam es in Folge von Tiefdruckgebieten, in Deutschland als Elvira, Friederike und Gisela sowie als „Tief Mitteleuropa“ bezeichnet, zu schweren Unwettern mit Starkregen und Blitzeinschlägen, Überschwemmungen, Sturzflut, Schlammlawinen, Windböen, Hagel und Tornados. In Medien und Gesellschaft wurde später mitunter der Begriff Jahrhunderthochwasser verwendet. Auch in weiteren europäischen Staaten kam es zu Extremwetterereignissen und Überschwemmungen, etwa in Paris und London. Wissenschaftler kamen zu dem Schluss, dass derartige extreme Regenfälle aufgrund des Klimawandels zugenommen haben und mit hoher Wahrscheinlichkeit – besonders in Europa – weiter zunehmen werden.

## Tote und Verletzte
Das Unwetter führte am 29. Mai zum Tod von vier Menschen. In Schwäbisch Gmünd versuchte ein Feuerwehrmann, einen Menschen zu retten, wurde jedoch mit ihm in einen Kanalschacht gesogen. In Weißbach starb ein Mann in einer überschwemmten Tiefgarage. Bei Schorndorf wurde ein 13-jähriges Mädchen von einem Zug erfasst und getötet, nachdem es sich vor dem Starkregen unter eine Bahnbrücke geflüchtet hatte.
In Südostdeutschland war vor allem der niederbayerische Landkreis Rottal-Inn betroffen. Der Landrat rief hier am 1. Juni den Katastrophenfall aus. In Simbach am Inn wälzten sich plötzlich auftretende Wassermassen des Simbachs durch den darauf unvorbereiteten Ort. Auch die Nachbargemeinden Triftern und Tann waren stark betroffen. Die Überschwemmungen in der Region forderten insgesamt sieben Todesopfer.
Bei einem Fußballspiel der E-Jugend in Hoppstädten im Landkreis Kusel, Rheinland-Pfalz, wurden durch einen Blitzeinschlag drei Erwachsene schwer und einer leicht verletzt, 29 Kinder wurden zur Beobachtung in Krankenhäuser gebracht.
In Mendig in der Vulkaneifel wurde am 5. Juni das Rockfestival Rock am Ring nach Starkregen und über 80 Verletzten durch Blitzeinschläge von den Behörden abgebrochen, als sich weitere Gewitter näherten. Bereits eine Woche vor Beginn des Musikfestivals war das am Nürburgring stattfindende 24-Stunden-Rennen von den Unwettern betroffen gewesen. Es hatte einen Massenunfall auf der Rennstrecke und eine mehrstündige Unterbrechung der Veranstaltung zur Folge. Bei dem Unfall, in welchem mindestens 70 Fahrer beteiligt waren, wurde niemand verletzt.
| Staat       | Tote | Vermisste |
| ----------- | ---- | --------- |
| Deutschland | 11   | 4         |
| Frankreich  | 4    | -         |
| Belgien     | 3    | -         |
| Rumänien    | 2    | -         |

## Sachschäden

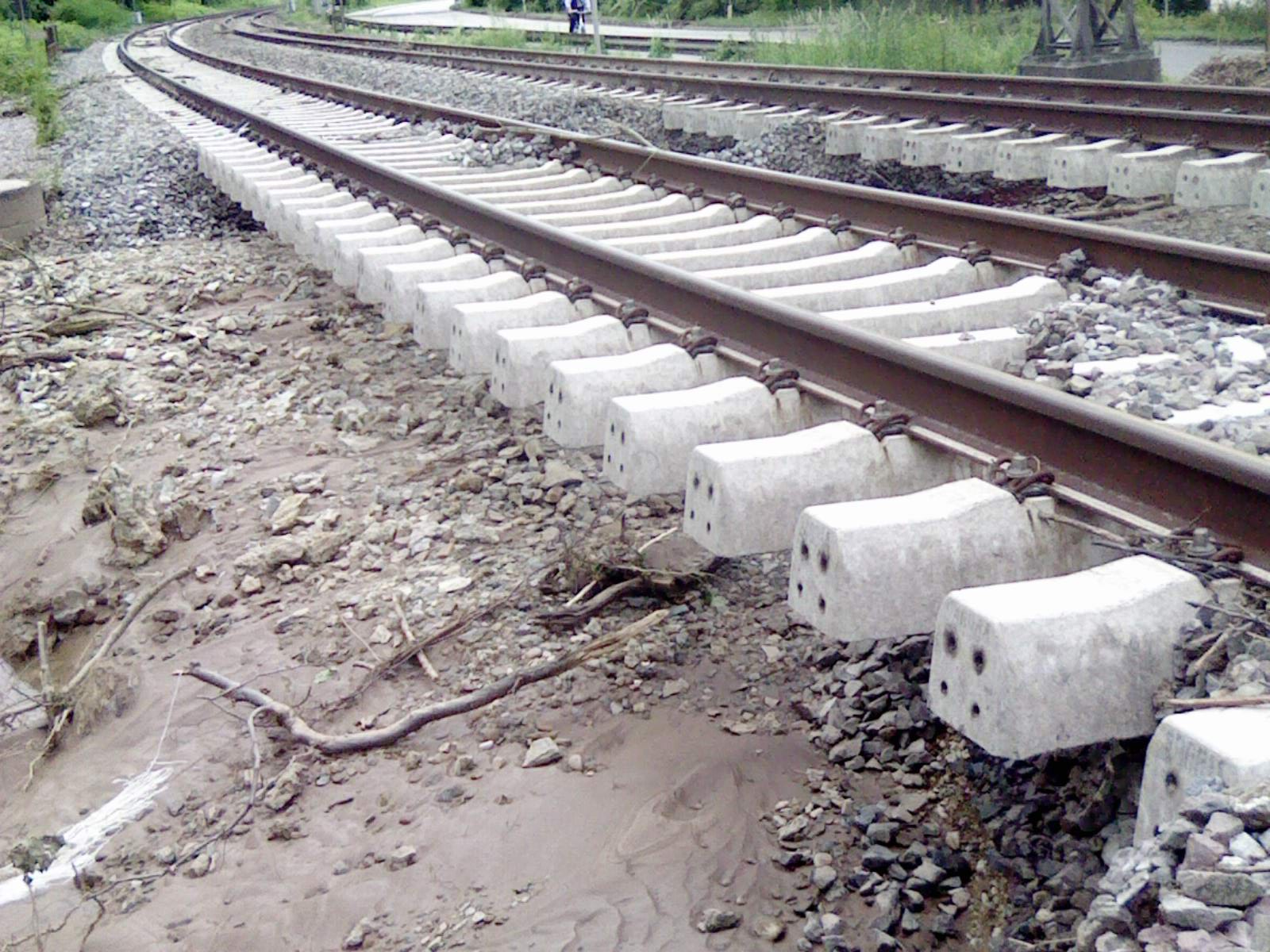
Gleise bei Audi in Neckarsulm

Besonders Süddeutschland war von dem Unwetter betroffen. Straßen wurden von Wasser aus übertretenden Flüssen und mitgeführtem Schlamm und Treibgut überschwemmt, Häuser und Autos zerstört, Keller überflutet. Besonders große Schäden wurden aus Braunsbach (Baden-Württemberg), Sondernohe und Obernzenn (Bayern) gemeldet.
Durch die starken Regenfälle stand das Audi-Werk in Neckarsulm teilweise unter Wasser und die Produktion musste gestoppt werden.
In Rheinland-Pfalz kam es zur Entlaubung ganzer Weinberge, in Nierendorf (Gemeinde Grafschaft) im Landkreis Ahrweiler wurden Bewohner nach dem unkontrollierten Überlaufen eines Rückhaltebeckens durch einen Bell UH-1D-Hubschrauber der Bundeswehr gerettet.
Nachdem es auch in Hamburg zu schweren Unwettern kam und sich eine Windhose über der Stadt gebildet hatte, rief die Feuerwehr am 7. Juni den Ausnahmezustand aus.

## Verkehrsbeeinträchtigungen

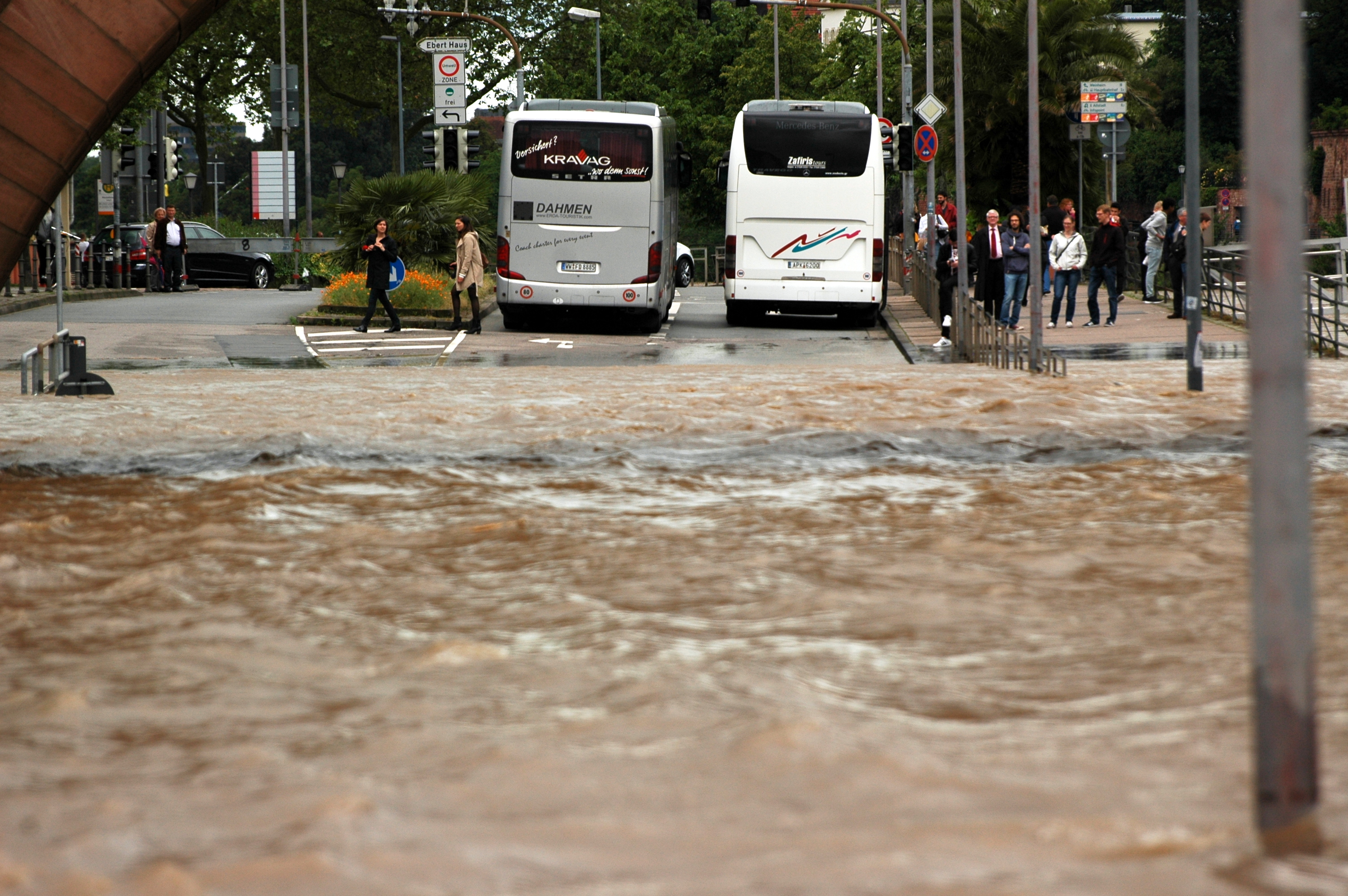
Heidelberg am 30. Mai 2016

Die Schifffahrt auf dem Neckar wurde eingestellt, da dessen Nebenflüsse Hochwasser führten.
Am Flughafen Frankfurt Main fielen 20 Flüge aus, außerdem kam es zu Umleitungen und Verspätungen.
Die Deutsche Bahn sperrte verschiedene Strecken aufgrund umgestürzter Bäume und Überschwemmungen, insbesondere in der Gegend um Heilbronn und Schwäbisch Gmünd. Durch einen Erdrutsch entgleiste ein Zug auf dem Weg nach Trier zwischen Hatzenport und Moselkern, was zur Sperrung der Moselstrecke führte. Auf Grund des großkörnigen Hagels war die Bundesautobahn 7 zwischen Giengen an der Brenz und Oberkochen mehrere Stunden gesperrt.
In Paris wurde der Betrieb der RER C auf der Teilstrecke neben der Seine zwischen Gare d’Austerlitz und Javel sowie Gare d’Austerlitz und Avenue Henri-Martin eingestellt. Die Stationen St. Michel und Cluny-La Sorbonne der Metro, sowie die Station St. Michel-Notre Dame der RER B wurden ohne Halt durchfahren, der Zugang für Fahrgäste zu den betreffenden Stationen wurde gesperrt.